# Піанорад
Піанорад (Pianorad) — перший повністю поліфонічний електричний музичний інструмент.
Піанорад був розроблений американцем Г'юго Гернсбеком в 1926 році, а його прототипом був інший винахід цього автора — стакатон (staccaton). Обидва інструменти базувались на техніці осциляторів LC, що виробляють чистий тон з майже досконалою синусоїдальною форм. Звук, що видобувається інструментом — лаконічний, як гра стаккато. Піанорад був оснащений 25-клавішною клавіатурою. Кожна клавіша управляла одним з генераторів, який мав свій власний динамік. Звук кожного динаміка підсилювався спільною резонуючою трубкою.
Інструмент був презентований 12 червня 1926 року на радіостанції WRNY у Нью-Йорку. Його використовували для акомпанементу на фортепіанних і скрипкових концертах, що транслювалися наживо радіостанцією.